# Леонидовский сельсовет
Леонидовский сельсовет — сельское поселение в Пензенском районе Пензенской области Российской Федерации.
Административный центр — железнодорожная станция Леонидовка.

## История
Статус и границы сельского поселения установлены Законом Пензенской области от 2 ноября 2004 года № 690-ЗПО «О границах муниципальных образований Пензенской области».

## Население
| 2002  | 2010  | 2012  | 2013  | 2014  | 2015  | 2016  |
| ----- | ----- | ----- | ----- | ----- | ----- | ----- |
| 1536  | ↗2483 | ↗2657 | ↗2776 | ↘2713 | ↘2618 | ↘2521 |
| 2017  | 2018  | 2021  |       |       |       |       |
| ↘2300 | ↘2159 | ↘1522 |       |       |       |       |

## Состав сельского поселения
| № | Населённый пункт | Тип населённого пункта                          | Население |
| - | ---------------- | ----------------------------------------------- | --------- |
| 1 | Вольный          | посёлок                                         | 13        |
| 2 | Леонидовка       | железнодорожная станция, административный центр | ↗2456     |
| 3 | Леонидовка       | село                                            | ↗8        |
| 4 | Пролетаровка     | посёлок                                         | 6         |